# 大虎頭蜂
大虎頭蜂，又稱殺人蜂，金環胡蜂或，是分佈華南、台灣、越南、日本等東亞地區的黃蜂，亦是全世界體型最大的胡蜂，長約翼展達7公分。成都華希昆蟲博物館的昆蟲專家曾在雲南省普洱市與緬甸交界的地區，發現一隻長超過6公分、翼展達9.35公分的虎頭蜂個體，打破世界體型最大虎頭蜂的紀錄。各地的本種體色變化很大，有些體色暗棕色，有些體色有明顯的黃色紋路，共同特徵為尾部尖端為黃色。
大虎頭蜂是亞洲地區最危險的昆蟲之一，以其兇暴攻擊性及猛烈毒性聞名，有相當多傷人甚至致人於死的案例。

## 獵食行為
大虎頭蜂時常襲擊蜜蜂的蜂巢，對養蜂業造成毀滅性的危害，特別是對養殖的西方蜜蜂為害重大，5~7隻大虎頭蜂同時進攻一個蜂巢即可輕易攻入蜂窩內部並造成蜜蜂死傷慘重，蜂巢前蜜蜂的屍體堆積如山，因為大虎頭蜂體表外殼堅韌，蜜蜂難以刺穿大虎頭蜂的體表，且大虎頭蜂有切割力強的雙顎，獵殺性積極，每分鐘甚至可咬斷40隻蜜蜂頭部。但大虎頭蜂進攻東方蜜蜂蜂巢則難度較高，東方蜜蜂已演化出對付少數入侵大虎頭蜂的策略，會群集成為「熱殺蜂球」包圍落單的大虎頭蜂，蜂球內部的高溫一旦超過47度以上即會導致大虎頭蜂被熱死。近期研究也發現東方蜜蜂會採集動物糞便並塗抹於蜂巢門口，以防備大虎頭蜂的襲擊。
大虎頭蜂進攻蜜蜂蜂巢有不同的模式，單隻大虎頭蜂攻擊蜂巢只會抓取蜂巢門口的蜜蜂工蜂，通常抓取一隻工蜂便會帶回大虎頭蜂蜂巢餵食幼蟲，如果有幾十隻以上的大虎頭蜂同時進攻一個蜜蜂的蜂巢，此時攻擊模式會轉變為聯合進攻模式，大虎頭蜂會將進行防禦的蜜蜂一隻隻咬死不留活口，目的是進入蜂巢內部抓取蜜蜂幼蟲，甚至還會將蜂巢內的蜂蜜全部搶走。除了蜜蜂，本種也常常會獵食其他種類的胡蜂與昆蟲，偶然也會捕食常見的黃蜂，甚至幾隻大虎頭蜂聯合攻擊還能獵殺螳螂。總而言之，大虎頭蜂對於蜜蜂或其他蜂類的連續快速屠殺行為，在動物界各種掠食者中也是極為罕見。
大虎頭蜂體力強健，飛行時速達40km/hr，每日可飛行100公里距離，故防治上採用誘捕，尋找其蜂巢仍非常困難。
大虎頭蜂在幼蟲時期完全肉食，而且可以消化固體蛋白，但成蟲不能。成蜂除了各種果實與花蜜外，一般只能飲用獵物的體液，然後將獵物的肉嚼成糊狀再餵給幼蟲。幼蟲會經由唾液分泌一種清澈的液體氨基酸混合物，反哺成蟲，其確切的氨基酸組成因物種而異，牠們可根據需要生產以供成蟲食用。

## 分类与分布
根据Carpenter等人在2020年所著的论文，目前大虎头蜂下属有以下三种非正式的颜色型：
Vespa mandarinia mandarinia Smith,1852 大虎头蜂指名颜色型，分布于中国东部如江苏、浙江、湖南、河南、山东、河北、安徽、吉林與黑龙江等地；以及朝鲜半岛與日本列岛（2020年入侵美国华盛顿州，2024年12月宣布黃蜂已從美國消滅）。本颜色型即最为人所知的“日本大黄蜂”。
Vespa mandarinia magnifica Smith,1852  大虎头蜂大胡蜂颜色型，分布于中国西部如西藏、云南與广西；以及印度、不丹、尼泊尔、缅甸、越南、老挝與泰国等地。
Vespa mandarinia nobilis Sonan,1929   大虎头蜂显胡蜂颜色型，分布于台湾。即台湾大虎头蜂。
另外，在2020年胡蜂属亚种还未取消之前，大虎头蜂还有一亚种Vespa mandarinia bellona Smith, 1871,与 Vespa mandarinia magnifica 分布区域大体相同。然而Vespa mandarinia bellona的胸部为红色（故在中国云南省有“红娘胡蜂”的俗名）而Vespa mandarinia magnifica 的胸部主体黑色。在2020年的论文中，这两个亚种合并为一个颜色型 Vespa mandarinia magnifica。

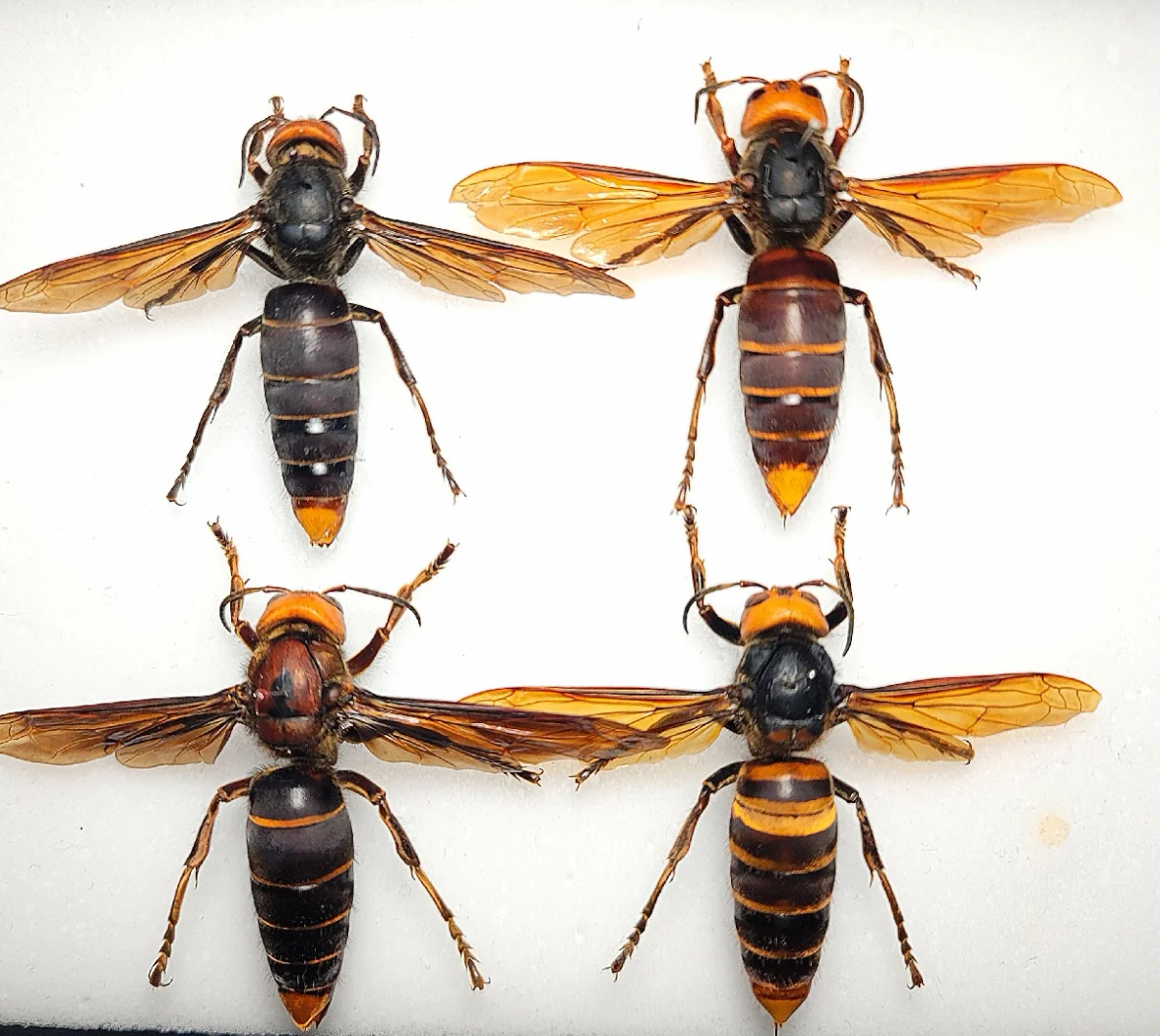
大虎头蜂的颜色形式

## 生活周期
成功過冬存活下來的大虎頭蜂蜂后於早春溫度回升開始建立族群，蜂后親力親為各項工作以培育第一批工蜂，第一批工蜂羽化後接手蜂巢內各項工作，蜂后改為專職產卵，春季至秋初因其他生物豐富，可供獵食的小生物很多，蜂群規模不斷擴大。秋季開始培育新一代的蜂后與雄蜂，新蜂后交配發生於巢內或地面上。深秋或冬季整群死亡，但會留下新產生的蜂后過冬，春天氣溫回升新蜂后開始新一輪的生活周期，蜂巢通常建造於地下坑洞內，隨著個體數量增加蜂巢也不斷擴大，空間不足會挖土擴增築巢空間，挖出來的土壤會棄置在洞口周圍，此為重要的觀察依據。

## 危險性
作為世界上體型最大、毒性最強的胡蜂，除了專門以胡蜂為食的蜂鷹，本種在自然界罕有足以威脅其生存的天敵。有因蜂巢經常築造於地下或樹洞中，人類或其他動物常不慎一腳踏破蜂巢或驚擾到蜂群，隨即展開猛烈的攻擊行為，常常造成嚴重的死傷事故。每年日本約達30~50人死於大虎頭蜂的攻擊，2013年中國華南地區的大虎頭蜂事件至少造成42人亡故，台灣老一輩人自古以來就有「三隻土蜂仔可叮死一頭牛」的說法，無時不訴說著本種身為昆蟲界頂級掠食者的殘暴兇猛。
由於大虎頭蜂的蜂針長達6公釐且帶有極強神經毒素，不只能引起過敏性休克或心臟驟停，包括腎功能退化，還能溶解肌肉組織，曾有被螫傷者形容被大虎頭蜂螫到的劇痛感就如同熱燙的金屬插入皮膚般的無比難受。
與普通的蜜蜂不同在大虎頭蜂的蜂針可以連續重複使用，以增加毒液注射量，最大可達毒蛇的級別，一旦螫數超過10次以上即會有生命危險，因此能夠持續針對目標發動致命攻擊，直到確認敵人已經死去，或不再構成任何威脅為止，加上本種不懼怕人類，即使攻擊對象逃跑，也仍能以時速40公里以上的速度追擊，追擊期間還會發放信息荷爾蒙以吸引其他同類加入攻擊行動。
雖然大虎頭蜂平常不甚會主動攻擊人類也可近距離觀察獵食行為，但如果太過靠近蜂巢，使其感受到威脅時仍會引起蜂群的攻擊性，常會引發成群圍攻而導致重大傷亡。本種與黑腹虎頭蜂跟黃腳虎頭蜂並稱為全台灣最兇猛最危險的三大虎頭蜂。

## 著名相關傷亡事件
- 陳益興 (台灣教師) - 1985年於曾文水庫學校郊遊，為保護學生而犧牲殉職。

## 大眾文化
- 由中央電影公司拍攝電影《陳益興老師》，改編自1985年曾文水庫虎頭蜂殺人事件，但由於影片情節與事件實情內容有所出入而遭致爭議。
- 動物星球頻道製作拍攝紀錄片《大虎頭蜂入侵美國》，講述2020年大虎頭蜂侵入美國華盛頓州，屠殺養蜂人飼養的蜜蜂高達6萬隻，引起美國農業與糧食恐慌。影片指出侵入北美的大虎頭蜂，有一說是準備越冬和建立蜂群的蜂王跟著貨運船隻進入北美大陸所致，亦不乏有陰謀論者提出是外國特務為打擊美國農業而採取的生物武器策略的論點。

## 外部連結
- The Asian Giant Hornet （页面存档备份，存于）
- Yellowjackets and hornets
- "Hornets From Hell", National Geographic News（页面存档备份，存于）
- Heat Tolerance as a Weapon
- 30 Hornets Slaughtering 30,000 European Honey Bees – Video （页面存档备份，存于）
- – Full Video on National Geographic（页面存档备份，存于）

1. ↑  .   [2020-10-27]. （原始内容存档于2020-10-31）.
2. ↑  .   [2020-10-27]. （原始内容存档于2020-11-27）.
3. ↑  James Michael Carpenter; Allan Smith-Pardo; Lynn Kimsey. . Insects Systematic and Diversity. 2020  [2024.11.12]. doi:10.1093/isd/ixaa006. （原始内容存档于2024-11-12） –Researchgate.
4. ↑  New York Times:. 2024-12-18  [2024-12-18]. （原始内容存档于2025-04-02）.
5. ↑  Michael E. Archer. . Siri Scientific Press. 2012: 262–263. ISBN 978-0-9567795-7-1.
6. ↑  vespa-crabro. . www.bilibili.com.   [2024-11-12]. （原始内容存档于2024-11-27） （中文（简体））.